# Rudiano
Rudiano is een gemeente in de Italiaanse provincie Brescia (regio Lombardije) en telt 4914 inwoners (31-12-2004). De oppervlakte bedraagt 9,8 km², de bevolkingsdichtheid is 511 inwoners per km².

## Demografie
Rudiano telt ongeveer 1736 huishoudens. Het aantal inwoners steeg in de periode 1991-2001 met 6,9% volgens cijfers uit de tienjaarlijkse volkstellingen van ISTAT.
| Jaar | Inwoneraantal |
| ---- | ------------- |
| 1991 | 4312          |
| 2001 | 4610          |

## Geografie
Rudiano grenst aan de volgende gemeenten: Calcio (BG), Chiari, Pumenengo (BG), Roccafranca, Urago d'Oglio.